# Епищев, Илья Викторович
Илья́ Ви́кторович Е́пищев (род. 10 февраля 1970, Ленинград) — российский сценарист, продюсер.
Член Академии Российского телевидения с 2010 года. Входил в состав жюри премии ТЭФИ.
Неоднократный обладатель премии «ТЭФИ», в том числе как лучший сценарист телевизионной программы («Прожекторперисхилтон»), в составе коллектива авторов.

## Биография
Родился 10 февраля 1970 года в Ленинграде. В 1992 году окончил Санкт-Петербургский университет экономики и финансов (там же начал играть в КВН). В годы учёбы работал на Петербургском телевидении.
С 1995 года работал сценаристом множества команд КВН и редактором нескольких лиг КВН. Параллельно начал писать сценарии для других телевизионных программ: «Добрый вечер с Игорем Угольниковым», «Песня года», церемоний вручения наград «Ника», «ТЭФИ», «Новая волна», «Две звезды», «Золотой граммофон», «Муз-ТВ», MTV и других.
В 2004—2005 годах был сценаристом первых пяти сезонов сериала «Моя прекрасная няня» на СТС.
С 2001 по 2011 год работал на «Первом канале» в отделе сценаристов. Работал над проектами: «Весна с Иваном Ургантом», «Прожекторперисхилтон», «ДОстояние РЕспублики», «Мульт личности», «Yesterday Live», «Оливье-Шоу», новогодние проекты «Первый Скорый», «Первый Дома» и многие другие.
В 2011—2012 годах был креативным продюсером нескольких проектов НТВ: «Центральное телевидение», «Необыкновенный концерт с Максимом Авериным», «Очень Новый Год», «Музыкальный ринг».
В 2012—2013 годах на телеканале «Дождь» создал развлекательное шоу «Вечерний Герасимец».
В 2013—2015 годах был продюсером комедийных проектов на канале СТС.
В 2016 году был креативным продюсером шоу «Звонок» на канале НТВ.
В 2017 году являлся креативным продюсером программы «Вокруг смеха» и шоу «Звёзды под гипнозом» на Первом канале.
С 2018 по 2021 год был креативным продюсером «100янов шоу» на канале «Россия».
С 2020 по 2021 год был креативным продюсером шоу «Детки-Предки» на канале СТС.
С 2020 года является сценаристом шоу «Танцы со звёздами» (11—13 сезоны) на канале «Россия».
С 2021 года — продюсер YouTube-канала Lina Dianova.
В 2023 году стал сценаристом шоу «Конфетка» на канале ТНТ.
Автор текстов песен к нескольким фильмам и сериалам: «Статский советник» (песня «Белый снег»), «Простоквашино» («Песня про друзей»), «С нуля» (песня «Идите вы на») и других.

## Награды
- 2009 — «ТЭФИ» в номинации «Сценарист телевизионной программы»
- 2010 — «ТЭФИ» в номинации «Сценарист телевизионной программы»[9]